# Île Sainte Anne (Seychelles)
Pour les articles homonymes, voir Île Sainte-Anne.
Sainte Anne est une île de l'archipel des Seychelles.

## Géographie

### Situation
L'île Sainte Anne est située à quatre kilomètres au nord-est de Mahé. Elle fait partie du district du mont Fleuri. Elle est incluse dans le parc national marin de Sainte Anne avec les cinq îles situées à proximité : les îles Moyenne, Île Longue (en) , Ronde, Cachée (en) (ou Faon) et au Cerf.

## Histoire

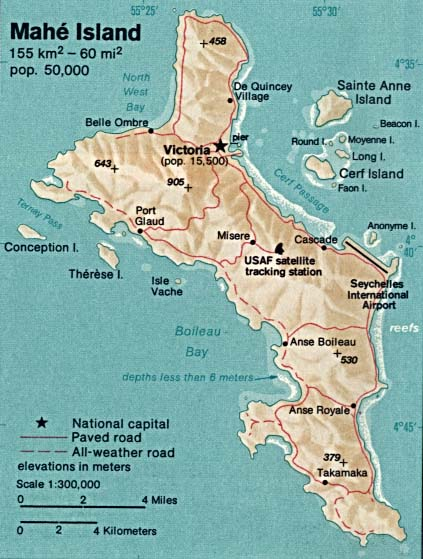
Sainte Anne et Mahé.

L'île Sainte Anne a été découverte en 1742 par Lazare Picault le jour de la Sainte Anne.